# Corybas selangorensis
Corybas selangorensis är en orkidéart som beskrevs av John Dransfield och George Smith. Corybas selangorensis ingår i släktet Corybas, och familjen orkidéer. Inga underarter finns listade i Catalogue of Life.